# Коффі-Сіті (Техас)
Коффі-Сіті (англ. Coffee City) — місто (англ. town) в США, в окрузі Гендерсон штату Техас. Населення — 249 осіб (2020).

## Географія
Коффі-Сіті розташоване за координатами 32°7′39″ пн. ш. 95°28′17″ зх. д. / 32.12750° пн. ш. 95.47139° зх. д. (32.127522, -95.471480).  За даними Бюро перепису населення США в 2010 році місто мало площу 17,24 км², з яких 5,01 км² — суходіл та 12,23 км² — водойми.

## Демографія
Згідно з переписом 2010 року, у місті мешкало 278 осіб у 115 домогосподарствах у складі 79 родин. Густота населення становила 16 осіб/км².  Було 161 помешкання (9/км²).
Расовий склад населення:
| - 59,0 % — білих - 36,0 % — чорних або афроамериканців - 1,8 % — осіб інших рас |

До двох чи більше рас належало 3,2 %. Частка іспаномовних становила 9,4 % від усіх жителів.
За віковим діапазоном населення розподілялося таким чином: 22,3 % — особи молодші 18 років, 62,2 % — особи у віці 18—64 років, 15,5 % — особи у віці 65 років та старші. Медіана віку мешканця становила 46,0 року. На 100 осіб жіночої статі у місті припадало 93,1 чоловіків;  на 100 жінок у віці від 18 років та старших — 91,2 чоловіків також старших 18 років.
Середній дохід на одне домашнє господарство  становив 65 663 долари США (медіана — 46 250), а середній дохід на одну сім'ю — 70 978 доларів (медіана — 71 250). За межею бідності перебувало 13,3 % осіб, у тому числі 21,4 % дітей у віці до 18 років та 9,0 % осіб у віці 65 років та старших.
Цивільне працевлаштоване населення становило 132 особи. Основні галузі зайнятості: освіта, охорона здоров'я та соціальна допомога — 31,1 %, роздрібна торгівля — 10,6 %, мистецтво, розваги та відпочинок — 10,6 %.